# Lucius Mummius (Prätor)
Lucius Mummius war ein römischer Politiker des 2. Jahrhunderts v. Chr. Er war Vater des Lucius Mummius Achaicus, der 146 v. Chr. Konsul war und für die Zerstörung Korinths berühmt wurde, sowie des Spurius Mummius.
Zusammen mit seinem Bruder Quintus Mummius war er 187 v. Chr. Volkstribun. Gemeinsam gingen sie gegen die Scipionen vor, beugten sich aber letztendlich dem Einfluss Cato des Älteren.
Im Jahr 177 v. Chr. war Mummius Prätor und bekam die Provinz Sardinien zugelost, welche in diesem Jahr aufgrund anhaltender Feindseligkeiten jedoch einem Konsul zugewiesen und mit 2 Legionen und zugehörigen Auxiliartruppen befriedet werden sollte. Mummius wurde stattdessen damit beauftragt, die Rückkehr latinischer Familien in ihre Heimat zu beaufsichtigen: Roms Bundesgenossen, insbesondere die Samniten und Paeligner, hatten sich beim Senat beschwert, dass viele latinische Familien nach Rom emigrierten, um das römische Bürgerrecht zu erlangen, wodurch ihre Städte und Dörfer entvölkerten. Gleichzeitig sahen sie sich übermäßig belastet, da sie trotz schwindender Bevölkerung weiterhin die gleiche Menge Hilfstruppen stellen sollten. Die in Rom lebenden Latiner wurden angewiesen, bis zum 1. November in ihre Heimat zurückzukehren. Mummius sollte über jene richten, welche dieser Anweisung nicht folgten.
Möglicherweise war Mummius einer der zehn Senatoren, die 146/145 v. Chr. unter seinem Sohn Lucius Mummius Achaicus die Errichtung der Provinz Achaea übersahen. Dies wäre eine angemessene Aufgabe für einen verdienten Senator am Ende seiner Karriere; Mummius müsste zu diesem Zeitpunkt etwa 70 Jahre alt gewesen sein. Es könnte sich allerdings auch um eine Verwechslung mit seinem Sohn Spurius handeln.